# Геральдичний художник
Геральдичний художник — митець, який розробляє або створює герби. У геральдиці під геральдичним художником розуміють особу, яка проєктує та/або створює герб відповідно до традиційних правил геральдики з особливо художньо цінними аспектами. Геральдичним художником може бути особа, яка має особливий досвід у геральдиці, і тоді його називають геральдистом.

## Визначення
Визначення художника-геральдика є широким і охоплює широкий спектр діяльності. Вони здебільшого ґрунтуються на графічному створенні (піднесенні) гербів. Крім того, гербовий художник може спеціально займатися однією або кількома формами художнього виготовлення та зображенням гербів на будь-яких матеріалах (метал, камінь, папір, скло, навіть шкіра). Геральдичні дії, такі як збереження, документування, блазонування та дослідження гербів, не є початковим завданням художника-гербовальника, але знання цих видів діяльності підтримує його в роботі.
- У сферу діяльності художника-герботворця в першу чергу входить розробка і проєктування або так зване розривання герба, що є областю гербового мистецтва в геральдиці. Конотації художника-герба — це герботворець.
- Термін геральдика, який, як і термін художник-геральдист, не захищений як професійна назва, відноситься до людей, чия сфера діяльності, окрім геральдичного мистецтва, також включає сфери геральдики, геральдичного права, історії геральдики, геральдичного тестування та блазонування, а також геральдика як допоміжна наука. Інші значення геральдиста — це знавець геральдики, геральдичний експерт, геральдичний учений, геральдичний геральдик, дослідник геральдики, експерт з геральдики, експерт з геральдики.

Оскільки кожен може називати себе «гербовим художником» і «геральдистом», ці терміни все ще дискутуються сьогодні у сфері напруги між традицією та сучасністю та історичною діяльністю герольда.

## Розповідь

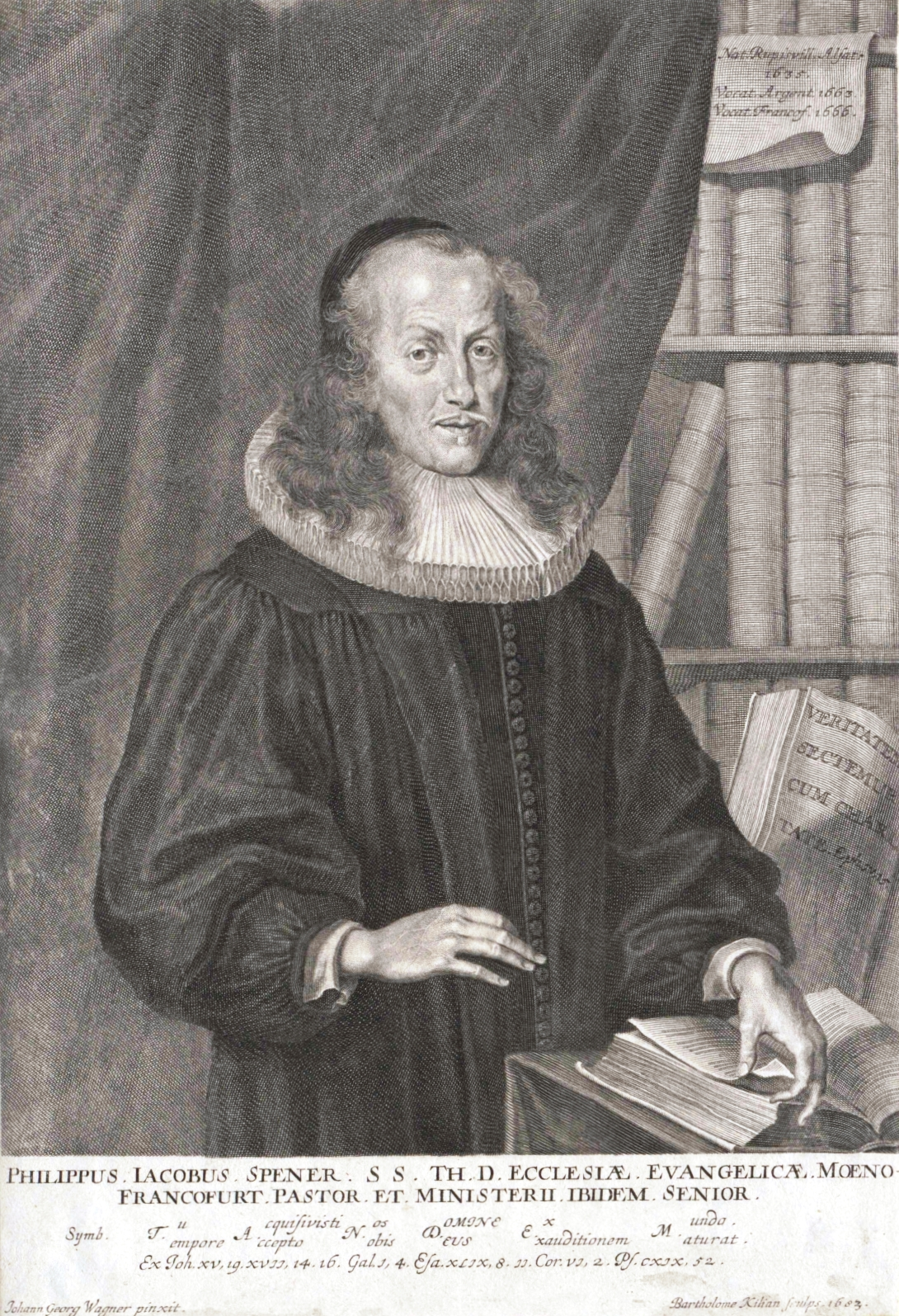
Філіп Якоб Шпенер (1683): Він вважається (до)науковим засновником геральдики в Німеччині.

Терміни художник-геральдист і геральдист увійшли в ужиток лише в Новий час. В основні періоди геральдики (XI—XVI ст.) ніхто з тих, хто розробляв герби, займався геральдичною роботою або розміщував герби на обладунках, творах мистецтва чи будь-яких пристроях, не називався таким. Це, швидше за все, стосується герольда (засвідченого як такого з XIV століття), до якого сходить термін геральдика.
Витоки герба художника лежать наприкінці епохи Відродження. «Видатні митці, такі як Мартін Шонгавер († 1488), Альбрехт Дюрер († 1528), Ганс Бургкмайр Старший († 1531), Ганс Гольбейн Молодший († 1543), Лукас Кранах Старший († 1553), Віргіль Золіс († 1562) і Йост Амман († 1591), займалися геральдикою і залишили зразкові малюнки гербів…». Однак вираз міг стати окремою назвою лише після занепаду геральдики (1650—1850), заснований після Просвітництва та під час наукового вивчення геральдики.
Те саме стосується терміна геральдист. Він утвердивсая лише після Фрідріха I Прусського, який призначив Крістіана Максиміліана Шпенера, старшого сина богослова та відомого геральдиста Філіпа Якоба Шпенера, до Берліна геральдичним радником. Король заснував у тамтешній Лицарській академії кафедру професора геральдики (1705) і передав її молодшому Шпенеру: «Це була перша спроба в Німеччині ввести геральдику як предмет викладання в університетах. Вперше його наслідували в Лейпцигу в 1711 році, а незабаром і в інших німецьких університетах».
Обидва терміни тепер застарілі й використовуються для людей, які самі не знали цих виразів або навіть відкидали їх для себе. Один із найвідоміших художників гербів Отто Гупп описував себе як ремісника, а не як геральдичного художника або геральдиста.

## Навчання
Сьогодні в університетах, технічних коледжах і художніх коледжах Німеччини чи інших країн немає спеціальної підготовки для того, щоб стати геральдичним художником або художником-геральдиком. Геральдика, як і інші допоміжні історичні науки, є невід'ємною частиною навчальної програми різних галузей підготовки, таких як історія та архівознавство.
Відсутність спеціалізованої підготовки дозволяє численним самоучкам і людям, що змінюють кар'єру, з інших професій (переважно образотворчого мистецтва чи ремесел) займатися геральдичним мистецтвом і геральдикою частково на комерційній основі, частково на добровільній основі, частково як хобі.
- Кого вважати геральдичним художником, вирішальним чином залежить від того, наскільки їхні роботи відповідають правилам оригінальної геральдики. Характерною ознакою якості, визнаною фахівцями для художника-геральдиста, є наявність кількох його робіт у провідних геральдичних списках . Для претензії на геральдично-мистецьку, геральдично-наукову якість не має значення те, чи є діяльність геральдичного художника офіційною, професійною, приватною, позаштатною чи хобі.[6]
- У минулому в імеччині було зроблено кілька обмежених клубами та асоціаціями спроб продемонструвати якість роботи геральдистів через самостійні іспити, участь у семінарах, сертифікати, дипломи, печатки тощо.

## Відомі геральдисти
- Йоганн Зібмахер є автором гербовника (~1561–1611)
- Фрідріх Варнеке, засновник німецького геральдичного товариства «Герольд» та ініціатор геральдичного товариства «Zum Kleeblatt» (1837—1894)
- Гуго Ґерард Штроль, автор «Німецького гербовника», «Австро-Угорського гербовника» та Геральдичного атласу — зразка книги гербів (1851—1919)
- Отто Гупп, намалював понад 6000 гербів і написав кілька книг з геральдики (1859—1949)
- Вольфганг Пагенштехер, творець державного герба землі Північний Рейн-Вестфалія (1880—1953)
- Альберт де Бадрігає, фламандський художник/графік, пізніше професор у Німеччині, намалював близько 450 родинних гербів і понад 70 муніципальних гербів у районі Везермюнде (1880—1976)
- Густав Фелькер, нагороджений Хрестом за заслуги 1-го ступеня Ордену за заслуги Нижньої Саксонії (1889—1974)
- Іммануїл Найєр, автор кількох муніципальних гербів Баден-Вюртемберга (1896—1962)
- Альфред Брехт, як і Фелькер, створив багато муніципальних гербів у Нижній Саксонії (1904—1983)
- Клеменс Штадлер, автор численних публікацій про міські герби (1908—1975)
- Оттфрід Нойбекер, один із найвідоміших геральдистів сучасності (1908—1992)
- Гайнц Рітт, творець новітньої гессенської муніципальної геральдики, піонер у Німеччині (1918—2010)
- Герт Освальд, автор Лексикону геральдики (1944—1996)
- Йорг Манцш, член HEROLD (* 1953)
- Уве Рейперт, член HEROLD (* 1960)